# منتخب ألمانيا تحت 17 سنة لكرة القدم
منتخب ألمانيا تحت 17 سنة لكرة القدم (بالألمانية: Deutsche Fußballnationalmannschaft)‏ هو ممثل ألمانيا الرسمي في المنافسات الدولية في كرة القدم
، يديريه اتحاد ألمانيا لكرة القدم.